# Monopeltis infuscata
Monopeltis infuscata — вид плазунів з родини амфісбенових (Amphisbaenidae). Мешкає в Південній Африці.

## Поширення і екологія
Monopeltis infuscata мешкають на півдні Анголи, в Намібії, на півдні Ботсвани і Зімбабве та на півночі Південно-Африканської Республіки. Вони живуть в сухих і вологих саванах, серед піщаного ґрунту. Зустрічаються на висоті від 800 до 1700 м над рівнем моря.